# Lansing (Kansas)
Lansing es una ciudad ubicada en el condado de Leavenworth en el estado estadounidense de Kansas. En el año 2010 tenía una población de 11.265 habitantes y una densidad poblacional de 502,9 personas por km².

## Geografía
Lansing se encuentra ubicada en las coordenadas 39°14′55″N 94°53′31″O / 39.24861, -94.89194 (39.248689, -94.891880).

## Demografía
Según la Oficina del Censo en 2000 los ingresos medios por hogar en la localidad eran de $60,994 y los ingresos medios por familia eran $65,639. Los hombres tenían unos ingresos medios de $36,326 frente a los $28,315 para las mujeres. La renta per cápita para la localidad era de $21,655. Alrededor del 2.4% de la población estaban por debajo del umbral de pobreza.